# Villa Ojo de Agua
Villa Ojo de Agua ist die Hauptstadt des Departamento Ojo de Agua in der Provinz Santiago del Estero im nordwestlichen Argentinien. Sie liegt 209 Kilometer von der Provinzhauptstadt Santiago del Estero entfernt und ist über die Ruta Nacional 9 mit ihr verbunden. In der Klassifikation der Gemeinden der Provinz ist sie als Gemeinde der 3. Kategorie eingeteilt.

## Geschichte
Das Gründungsdatum des Ortes ist der 25. August 1991.

## Bevölkerung
Villa Ojo de Agua hat 5.832 Einwohner (2001, INDEC), das sind 43 Prozent der Bevölkerung des Departamento Ojo de Agua.

## Tourismus
- Embalse de Báez (7 km): Schattiges Campen unter Bäumen am See.
- Arroyo Lascano (7 km): Wandern am Fluss zwischen felsigen Berghängen
- Cisco Huasi (4 km): Die Anhöhe am Ufer des Arroyo Lascano erlaubt weite Ausblicke über das Land und beeindruckt durch großen Vogelreichtum.
- El Cajón (15 km) und Inti Huasi (10 km): Höhlenmalereien
- Cantamampa (4,5 km): Wandern entlang des landschaftlichen reizvollen Arroyo Cantamampa

## Feste
- Festival Nacional del Artesano (27. und 28. Februar): Folklore-Festival mit populärer Volksmusik.